# Dermott Lennon
Pour les articles homonymes, voir Dermott et Lennon.
Dermott Lennon est un cavalier de saut d'obstacles irlandais, né en 1969 à Banbridge.

## Biographie
Il a débuté l'équitation à l'âge de 12 ans en Irlande et réside actuellement (2007) à Banbridge.

## Palmarès mondial
- 2001 : médaille d'or par équipe aux championnats d'Europe d'Arnhem aux Pays-Bas avec Liscalgot.
- 2002 : médaille d'or individuelle aux Jeux équestres mondiaux de Jerez de la Frontera en Espagne avec Liscalgot.